# (2807) Karl Marx
(2807) Karl Marx és un asteroide que forma part del cinturó d'asteroides i que va ser descobert per Liudmila Ivànovna Txernikh el 15 d'octubre de 1969 des de l'Observatori Astrofísic de Crimea, en Naúchni.

## Designació i nom
Karl Marx es va designar al principi com 1969 TH6. Més endavant, en 1983, va rebre el nom definitiu en honor del filòsof alemany Karl Marx (1818-1883). És membre de la família asteroidal Dora.

## Característiques orbitals
Karl Marx orbita a una distància mitjana de 2,796 ua del Sol, podent allunyar-se'n fins a 3,299 ua i acostar-s'hi fins a 2,293 ua. La seva inclinació orbital és 7,877 graus i l'excentricitat 0,1798. Emplea 1708 dies a completar una òrbita al voltant del Sol.

## Característiques físiques
La magnitud absoluta de Karl Marx és 12,6. Està assignat al tipus espectral C de la classificació SMASSII.